# Wólka Wojnowska
Wólka Wojnowska est une localité polonaise de la gmina de Ćmielów, située dans le powiat d'Ostrowiec en voïvodie de Sainte-Croix.